# 권기만
권기만(權寄慢, 1961년 9월 11일 ~ )은 대한민국의 제5·6·7·8대 경상북도 구미시의원이었다.

## 학력
- 산동국민학교 졸업
- 산동중학교 졸업
- 오상고등학교 졸업
- 경운대학교 의료경영학부 경영학전공 졸업

## 경력
- 양포주유소 대표
- 산동중학교 총동창회 회장
- 양포동 자연보호협의회 위원장
- 오상중학교 총동창회 부회장
- 오상고등학교 총동창회 부회장
- 인동지구대 생활안전협의회 부회장
- (사)오상장학회 이사
- 구미시 청소년 선도위원
- 강동 라이온스 클럽 회원
- 2006.07 ~ 2010.06 제5대 경상북도 구미시의회 의원
- 2006.07 ~ 2008.07 제5대 경상북도 구미시의회 전반기 산업건설위원회 위원
- 2008.07 ~ 2010.06 제5대 경상북도 구미시의회 후반기 의회운영위원회 위원
- 2008.07 ~ 2010.06 제5대 경상북도 구미시의회 후반기 기획행정위원회 위원
- 구미시 도시계획위원회 위원
- 구미시 사격연맹장
- 구미시 사격연맹 고문
- 민주평화통일자문위원회 자문위원
- 옥계초등학교 운영위원장
- 양포파출소 생활안전협의회 고문
- 양포동 생활체육회 고문
- 양포동 발전협의회 고문
- 동부중학교 운영위원
- 2012.04 ~ 2014.06 제6대 경상북도 구미시의회 의원
- 2012.04 ~ 2012.07 제6대 경상북도 구미시의회 전반기 기획행정위원회 위원
- 2012.07 ~ 2014.06 제6대 경상북도 구미시의회 후반기 의회운영위원회 위원
- 2012.07 ~ 2014.06 제6대 경상북도 구미시의회 후반기 기획행정위원회 위원장
- 옥계 휴먼시아2차 거버넌스 위원장
- 꿈이있는 지역아동센터 운영위원
- 양포동 지역아동센터 운영위원장
- 옥계 배드민턴클럽 고문
- 양포동 문화원분원 고문
- 옥계 해마루야구단 고문
- 양포동 탁구클럽 고문
- 버팔로축구단 고문
- 2014.07 ~ 2018.06 제7대 경상북도 구미시의회 의원
- 2014.07 ~ 2016.07 제7대 경상북도 구미시의회 전반기 부의장
- 2014.07 ~ 2016.07 제7대 경상북도 구미시의회 전반기 의회운영위원회 위원
- 2014.07 ~ 2016.07 제7대 경상북도 구미시의회 전반기 기획행정위원회 위원
- 2016.07 ~ 2018.06 제7대 경상북도 구미시의회 후반기 산업건설위원회 위원
- 2016.07 ~ 2018.06 제7대 경상북도 구미시의회 후반기 기획행정위원회 위원
- 2016.07 ~ 2018.06 제7대 경상북도 구미시의회 후반기 예산결산특별위원회 위원
- 2018.07 ~ 2019.04 제8대 경상북도 구미시의회 의원
- 2018.07 ~ 2019.04 제8대 경상북도 구미시의회 전반기 기획행정위원회 위원
- 2018.07 ~ 2019.04 제8대 경상북도 구미시의회 전반기 예산결산특별위원회 위원
- 2018.12 ~ 2018.12 제8대 경상북도 구미시의회 윤리특별위원회 위원장

## 수상
- 2016년 경북 의정봉사대상

## 공직선거법 위반
2019년 3월 더불어민주당 신문식 시의원이 권기만 시의원이 경영하고 있는 주유소 근처로 도로를 냈다는 특혜 의혹을 냈고, 이에 부담을 느낀 권기만 의원이 "건강상의 이유"를 들어 직을 사직하였다. 더불어민주당 마주희 시의원(비례대표)에 이어서 구미시의회 2번째 중도 낙마자이다. 단, 마주희 시의원은 비례대표라 공석(더불어민주당 비례대표 명단에 3번이 없어서 공석)으로 잔존한 반면, 권기만 시의원은 지역구 의원이라 보궐선거를 치르게 됐다.

## 역대 선거 결과
|  | 32.08% |

|  | 14.93% |

|  | 59.28% |

|  | 18.45% |

|  | 18.41% |